# Epierus lucus
Epierus lucus är en skalbaggsart som beskrevs av Lewis 1884. Epierus lucus ingår i släktet Epierus och familjen stumpbaggar. Inga underarter finns listade i Catalogue of Life.